# Pleuratus II
Pleuratus II was een Illyrische koning. Pleuratus was de stichter van het Ardiaean-koninkrijk en de Ardiaean-dynastie die de volgende honderd jaar over een groot deel van de Adriatische Zee heerste.